# Boudica
Boudica hoặc Boudicca (UK: /ˈbuːdɪkə, boʊˈdɪkə/, US: /buːˈdɪkə/), hoặc Boadicea (/ˌboʊ(ə)dɪˈsiːə/, also US: /ˌboʊæd-/) hoặc Boudicea hoặc Buddug (IPA: [ˈbɨðɨɡ]), là nữ hoàng cai trị người Briton Iceni thuộc người Celt đã lãnh đạo một cuộc nổi dậy chống lại lực lượng chiếm đóng của đế chế La Mã.

## Lịch sử
Nữ hoàng Boudica sinh năm 30 ở vùng Đông Nam nước Anh. Khoảng năm 48, bà kết hôn với Prasutagus, người đứng đầu bộ lạc Iceni ở vùng này. Họ sống ở Norfolk và lúc này, bộ lạc Iceni chỉ có được một nền bán độc lập bởi sự chiếm đóng của những người La Mã. Prasutagus mặc dù được trao quyền tự do với vị trí là vua của người Iceni nhưng lại phải nằm dưới sự cai trị của Rome. Mặc dù chỉ được hưởng một ít thuận lợi đến từ những điều luật của người La Mã nhưng người dân Iceni phải chịu đựng nhiều sự phẫn uất cũng như thân phận nô lệ và thuế cao.
Sau cái chết của Prasutagus, theo pháp luật La Mã quy định, phần lớn tài sản của ông ta sẽ được chuyển cho hoàng đế La Mã. Tuy nhiên, những chỉ huy của các bộ lạc La Mã ở địa phương đã xem đây là một lý do để tịch thu tất cả tài sản của Prasutagus và các thành viên khác đứng đầu bộ tộc Iceni. Trong suốt cuộc đời mình, Prasutagus đã phải liên tục trả nhiều món nợ cho chúng và đến khi vợ ông - Boudica không tiếp tục duy trì việc này thì bà đã bị bọn chúng lột hết áo quần và mang ra đánh đập trước công chúng.
Tacitus - nhà sử học La Mã - viết rằng, những người lính La Mã còn cưỡng bức các con gái của bà. Rồi các bộ tộc khác như Trinobantes cũng bị đối xử tương tự, dẫnh đến những cuộc nổi loạn ngày càng tăng của người Anh bản địa.
Chính Boudica là người đã đứng ra đoàn kết các bộ lạc khác nhau của người Anh và dẫn dắt họ trong cuộc nổi dậy chống lại sự chiếm đóng của người La Mã. Nhà văn La Mã Cassius Dio đã mô tả hình ảnh của Boudica như sau: "Bà có thân hình cao to, ánh mắt sắc như dao, còn giọng nói rất lớn. Mái tóc dày màu nâu đỏ của bà tung bay xuống tận eo. Bà luôn đeo một chiếc vòng vàng lớn quanh cổ cùng với một chiếc áo choàng màu xanh được cài chặt bằng một chiếc ghim".
Mục tiêu đầu tiên của Boudica và người Anh là thành phố Colchester của người La Mã. Thành phố này được xem như là một biểu tượng cho sự cai trị người La Mã bởi nơi đây có một ngôi đền thờ hoàng đế La Mã Claudius. Thành phố được bảo vệ một cách lỏng lẻo, vì vậy người Anh không gặp khó khăn gì trong việc san phẳng nó.
Suetonius - người La Mã đứng đầu thành phố này - lúc đó đang chiến đấu ở Anglesey. Khi biết được tin tức thì ông ta đã đến London - một trung tâm tài chính nhỏ nhưng phát triển mạnh ở thời kỳ đó. Ông ta đã cân nhắc việc bảo vệ London nhưng lo ngại về lực lượng ngày càng gia tăng của người Anh nổi loạn nên chỉ để lại đó một bộ phận nhỏ trấn giữ. Vì vậy, người Anh dễ dàng chiếm được London và sau đó đến Albans. Ước tính có hơn 80.000 người đã bị giết ở 3 thành phố trên.
Boudica lúc này đang dẫn quân đội ngày càng lớn mạnh của mình lên phía bắc để gặp quân đội của Suetonius. Trên đường đi, quân đội của Boudica đã phục kích thành công một đội lính La Mã đang hành quân dọc một con đường hẹp. Hai đội quân cuối cùng đã gặp nhau trong trận chiến công khai dọc phố Watling.
Tuy người Anh có ưu thế về lực lượng đông hơn rất nhiều so với quân La Mã nhưng ngược lại, người La Mã lại có chiến thuật, kỷ luật, được huấn luyện và trang bị vũ khí cao cấp. Người La Mã đã chọn một địa điểm hẹp, nơi mà người Anh không thể sử dụng ưu thế về lực lượng vượt trội của mình.
Đợt tấn công đầu tiên của người Anh đã bị chặn đứng bởi một đội quân La Mã được trang bị khiên, giáo. Khi đợt tấn công thứ 2 tiến lên, người La Mã vẫn giữ vững thế trận bởi tạo được bức tường chắn phía sau và tấn công trở lại người Anh bằng những thanh kiếm ngắn. Cuối trận chiến, chỉ có 400 người La Mã ngã xuống nhưng có đến 200.000 người Anh đã bị tàn sát. Các thông tin sau trận chiến này nói rằng nữ hoàng Boudica đã tự vẫn bằng cách uống thuốc độc hoặc chết vì vết thương nặng của mình.
Từ sau cuộc nổi dậy do nữ hoàng Boudica lãnh đạo đã làm dấy lên những làn sóng mạnh mẽ chống lại đế chế La Mã và gần như buộc người La Mã phải rời khỏi nước Anh.

### Tư liệu
- Potter, T. W. (2004). “Boudicca (d. AD 60/61)”. Oxford Dictionary of National Biography. Oxford University Press. doi:10.1093/ref:odnb/2732. Truy cập ngày 4 tháng 10 năm 2010. Bản mẫu:DNBfirst
- The Iceni Hoard at the British Museum